# Naissance en 1042
Naissance
- 1038
- 1039
- 1040
- 1041
- 1042
- 1043
- 1044
- 1045
- 1046

Cette page dresse une liste de personnalités nées au cours de l'année 1042 :

## En Europe
- Eudes de Châtillon, ou Odon de Lagery, 159e futur pape Urbain II
- Enguerrand Ier de Coucy
- Louis le Sauteur, aristocrate allemand, comte de Thuringe.

## En Asie
- Someshvara I (en), connu également en tant que Ahavamalla ou  Trilokamalla, roi des Chalukya occidentaux (Inde).
- Fujiwara no Morozane, membre du clan Fujiwara ainsi que l'un des régents Fujiwara.

## date incertaine (vers 1042)
- Enguerrand Ier de Coucy, ou Enguerrand de Boves, seigneur de Coucy.
- García II de Galice, roi de Galice et comte de Portugal.
- Gizurr Ísleifsson, deuxième évêque islandais.
- Jean de Vézelay, Jehan de Vézelay ou Jean de Jérusalem, auteur de prophéties concernant le 3e millénaire, dites Protocole secret des prophéties.
- Raymond IV de Toulouse, mieux connu sous le nom de Raymond de Saint-Gilles, comte de Saint-Gilles, duc de Narbonne, marquis de Gothie, comte de Rouergue, marquis de Provence, comte de Toulouse et comte de Tripoli, sous le nom de Raymond Ier.

## Crédit d'auteurs
- Cet article est partiellement ou en totalité issu de l'article intitulé « 1042 » (voir la liste des auteurs).